# البطولة الوطنية المجرية 1906–07
البطولة الوطنية المجرية 1906–07 (بالمجرية: 1906–1907-es magyar labdarúgó-bajnokság)‏ هو الموسم 6 من  البطولة الوطنية المجرية. أشرف على تنظيمه اتحاد المجر لكرة القدم، وكان عدد الأندية المشاركة فيه  8، وفاز فيه نادي فيرينتسفاروشي.